# 北押切町
北押切町（きたおしきりちょう）は、愛知県名古屋市西区の地名。

## 歴史

### 町名の由来
旧押切村の北部に位置することによる。

### 沿革
- 1878年（明治11年）12月28日 - 愛知郡押切村の一部により、同郡北押切村が成立[3]。
- 1889年（明治22年）10月1日 - 合併により、西春日井郡金城村大字北押切となる[3]。
- 1921年（大正10年）8月22日 - 名古屋市編入により、同市西区北押切町となる[3]。
- 1932年（昭和7年）5月1日 - 一部が西区浄心町・天神山町・葭原町にそれぞれ編入される[3]。
- 1933年（昭和8年）10月1日 - 一部が西区天神山町に編入される[3]。
- 1935年（昭和10年）
  - 5月1日 - 一部が西区柳町に編入される[3]。
  - 7月1日 - 一部が西区天神山町に編入される[3]。
- 1939年（昭和14年）8月10日 - 一部が西区浄心町・天神山町にそれぞれ編入される[3]。
- 1980年（昭和55年）10月12日 - 一部が西区浄心一丁目・浄心二丁目・児玉一丁目・押切二丁目にそれぞれ編入される[4]。

### 字一覧
1932年（昭和7年）発行『明治十五年愛知県郡町村字名調』による愛知郡北押切村の字一覧。
- 郷栄（ごうざこ）[5]
- 下葭原（しもよしはら）[5]
- 中葭原（なかよしはら）[5]
- 上葭原（かみよしはら）[5]
- 榎田（えのきだ）[5]
- 阿弥陀地（あみたち）[5]
- 天神山（てんじんやま）[5]
- 南柳（みなみやなぎ）[5]
- 切藪（きりやぶ）[5]
- 北柳（きたやなぎ）[5]
- 茶（ちゃ）ノ木原（きはら）[5]